# Aerola Alatus
L’Alatus est un planeur ultra-léger construit par le constructeur ukrainien Aerola.

## Caractéristiques
Cet appareil pèse 112 kg.